# Listă de scriitori maltezi
Aceasta este o listă de scriitori maltezi.

## A
- Joseph Abela (* 1931)
- Kalcidon Agius (1917–2006)
- Joseph Aquilina (1911–1997)

## B
- Ġużè Bonnici (1907–1940)
- Rużar Briffa (1906–1963)
- Anton Buttiġieġ (1912–1983)

## C
- Charles Casha (* 1943)
- Nikol Joseph Cauchi (1929–2010)
- Antonio Annetto Caruana (1830–1905)
- Emmanuel George Cefai (* 1955)
- Ninu Cremona
- Anastasju Cuschieri O.Carm (1876–1962)

## E
- Francis Ebejer (1925–1993)

## F
- Victor Fenech (* 1935)
- Oliver Friggieri (* 1947)

## G
- Guze Galea (1901–1978)
- Maria Grech Ganado
- Adrian Grima

## K
- Dun Karm, vezi Dun Karm Psaila (1871–1961)

## L
- Guido Lanfranco (* 1930)
- Emilio Lombardi (1881–1956)
- Igino Lombardi (* 1960)

## M
- Manuel Magri (1851–1907)
- Immanuel Mifsud (* 1967)

## P
- Psaila, Dun Karm, vezi Dun Karm Psaila (1871–1961)

## S
- Frans Sammut (1945–2011)
- Karl Schembri (* 1978)

## V
- Mikiel Anton Vassalli (1764–1829)
- Karmenu Vassallo (1913–1987)
- Ġan Anton Vassallo (1817–1868)

## Z
- Trevor Żahra (* 1947)
- Frederick Zammit (* 1970)